# Хионид
Хионид (др.-греч. Χιονίδης или др.-греч. Χιωνίδης) — афинский комедиограф V века до н. э. Вошёл в историю как первый аттический автор, чьи комедии были полноценными художественными произведениями.

## Биография. Вклад в развитие литературного жанра комедии
Среди антиковедов существуют несколько версий относительно времени жизни и творчества Хионида. На основании информации из византийской энциклопедии X века Суда можно сделать вывод о том, что Хионид выступил в 487 или 486 году до н. э. в Афинах со своей комедией на празднике великих Дионисий. Эту дату антиковеды считают знаковой в истории формирования и развития комедии. С постановкой Хионида связывают официальное признание государством нового литературного жанра, который до этого носил характер песен праздничного деревенского шествия, фольклорных, бытовых, пародийно-мифологических шуточных сценок.
Филолог-классик и составитель книги фрагментов греческих комиков (Potarum Graecorum comicorum fragmenta) 1855 года Август Майнеке считал информацию Суды о Хиониде неверной. На основании анализа античных источников он утверждал, что Хионид ставил свои комедии в 460-х годах до н. э. В сочинении древнегреческого писателя II—III веков н. э. «Пир мудрецов» Афинея содержатся такие строки:
«Сочинитель комедии „Нищие“, приписываемой Хиониду, упоминает еще одного сочинителя шуток и служителя забавной Музы, по имени Гнесипп:
 „И Клеомен с Гнесиппом мне такой беды 
 На девяти струнах не подсластили бы“».
Гнесипп же творил позже 480-х годов до н. э. С мнением Майнеке согласуется утверждение Аристотеля в «Поэтике»: «На комедию — мегарцы: здешние (мегарцы) говорят, что она возникла у них во время демократии, а сицилийские ссылаются на то, что из Сицилии происходил Эпихарм, поэт, живший значительно раньше Хионида и Магнета». Эпихарм же, по мнению Аристотеля, живший «значительно раньше» Хионида, умер около 450 года до н. э. Мнение Майнеке, хоть и вызвало дискуссию, не стало общепринятым. Оппоненты Майнеке указывали, что Афиней с Аристотелем также могли ошибаться и приводить неверные данные. Ф. Смит подчёркивал, что разница в 20-30 лет для биографии человека V века до н. э. несущественна. Историография признаёт Хионида первым представителем жанра древней аттической комедии. Мегарянин Сусарион и другие ранние поэты-комедиографы до Хионида, по мнению Ф. Смита, создавали лишь грубые буффонады. Хионид же стал первым, кто сделал комедию полноценным жанром художественных произведений.
Современные авторы называют Хионида первым комедиографом и основоположником древней аттической комедии.

## Сочинения, публикации фрагментов
Ни одно из сочинений Хионида не сохранилось. Более того существует предположение, что ранние комедиографы не считали свои произведения достойными записи. У современников есть сведения о существовании трёх комедий его авторства:
- др.-греч. Hρωες — «Герои»
- др.-греч. Πτωχοί — «Нищие»
- др.-греч. Πέρσαι или др.-греч. Ἁσσυριοι — «Персы» или «Ассирийцы»

Фрагменты из недошедших до нас «Нищих» приведены у Афинея, «Героев» — Юлия Поллукса, анонимного автора в «Antiatticista» и в Суде. О существовании «Персов» упоминает Суда. Их несколько раз публиковали в сборниках фрагментов античных комедиографов, в том числе таких как:
- Meineke Augustus. Potarum Graecorum comicorum fragmenta. — 1855.
- Kock Theodor. Comicorum atticorum fragmenta. — B. G. Teubner, 1880. — Vol. I.
- Kassel Rudolf, Colin Austin. Poetae comici Graeci (PCG).: Aristophon- Crobylus, Rudolf Kassel. — W. de Gruyter, 1983. — Vol. 4. — 367 p.